# Province de Maracaibo
Pour les articles homonymes, voir Maracaibo (homonymie).
1676–1824
Entités précédentes :
- Gouvernorat de Coquibacoa
- Province de Caracas
- Province de Mérida

Entités suivantes :
- Département de Venezuela (1819)
- Département de Zulia (1823)

La province de Maracaibo est une des provinces historiques constituées durant l'époque coloniale du Venezuela faisant partie de la capitainerie générale du Venezuela lors de sa création en 1777. Elle recouvre un territoire qui fait aujourd'hui partie de l'État de Zulia, ainsi que selon l'époque des territoires appartenant aujourd'hui aux États de Táchira, Mérida, Trujillo, Barinas et Apure.

## Territoire

### 1676 - 1786
Au moment de sa création, la province Maracaibo comprend des territoires des actuels États de Zulia, Trujillo, Mérida, Táchira, Apure et Barinas.
En 1777, elle est incorporée à la capitainerie générale du Venezuela.

### 1786 - 1810
En 1786 est créée la province de Barinas. La province de Maracaibo conserve des territoires des actuels États de Zulia, Trujillo, Mérida et Táchira.

### 1810 - 1823
En 1810, lors de l'indépendance du Venezuela, les provinces de Trujillo, Mérida et Táchira se séparent de Maracaibo et adhèrent à la cause indépendantiste, tandis que les provinces de Maracaibo et Coro restent dans le camp des royalistes.
En 1821, la province de Maracaibo se déclare en faveur de l'indépendance.
En 1822, Francisco Tomás Morales reconquiert la province de Maracaibo.
Le 24 juillet 1823, l'amiral Padilla gagne la bataille du lac Maracaibo dans la baie de Tablazo. Morales capitule et l'indépendance définitive de la province, et par delà, du Venezuela et de la Grande Colombie est établie.
En 1824, la province de Maracaibo est regroupée avec celles de Trujillo, Mérida, Coro, Táchira et Barquisimeto pour former département de Zulia, subdivision de la Grande Colombie.